# Benkő Zsuzsanna Mária
Benkő Zsuzsanna Mária (Győr, 1953. március 10. – ) magyar szociológus, a Szegedi Tudományegyetem Juhász Gyula Pedagógusképző Kar Alkalmazott Egészségtudományi és Egészségfejlesztési Intézet (és jogelődjei) vezetője (1995 – 2016), Szegedi Akadémiai Bizottság Orvostudományi Szakbizottság Egészségfejlesztés Munkabizottság elnöke (1999 – 2019), az MTA Köztestületének tagja, professzor emerita (2017 – )

## Családja
Szülei: Benkő József nyomozó és Horváth Mária háztartásbeli. Testvérei: József (1947-2001), Miklós (1948 – ). Első férje: Szigeti Lajos Sándor, (1951-2009) modern magyar irodalom professzora, jelenlegi férje: Zombori Ferenc Géza (2009 – ) építőmérnök. Leánya: Szigeti Borbála Zsuzsanna jogász (1977 –); fia: Szigeti Bálint Lajos belső építész, lakberendező (1980 –).

## Iskolái
Kisgyermekkorát Győrben és Jákon töltötte, általános és középiskolai tanulmányait Győrben végezte, a Kazinczy Ferenc Gimnáziumban érettségizett 1971-ben. A József Attila Tudományegyetem Bölcsészettudományi Karán történelem szakos középiskolai tanári oklevelét 1976-ban vette át. 1982--ben „summa cum laude” minősítéssel egyetemi doktori címet szerzett. Közben 1982-ben és 1985-ben kétszer 3 hónapot töltött kutatói ösztöndíjjal az NSZK-ban.  Az Eötvös Loránd Tudományegyetem Bölcsészettudományi Karán 1986-ban kitüntetéses minősítéssel kapott oktatási szociológus diplomát. A politikatudomány kandidátusa 1991-ben lett. Az értekezésének címe A nyugatnémet parlamenti pártok és nem állami intézmények harmadik világ politikája.  Gesundheitsförtherung (Egészségfejlesztés) MA szintű kurzust végzett Lüneburgban a WHO Regionális Irodája (Koppenhága) és a Lüneburgi Egyetem vezetésével (1992-1993). Sikeres Habilitációjára a Semmelweis egyetemen került sor 2000-ben. Tudományos előadását Koherenz der Gesundheitswissenschaften und Modell der Gesundheitsförderung címmel tartotta meg.

## Életútja
Felsőoktatási pályafutását a Szentgyörgyi Albert Orvostudományi Egyetem, Társadalomtudományi Intézetében kezdte egyetemi tanársegédként 1976-ban. 1983-ban egyetemi adjunktus lett, és az intézet Szociológia Szakcsoportjának vezetője volt 1995-ig. Orvosi Szociológiát oktatott az egyetemen az Általános Orvostudományi karon, általános szociológiát a Gyógyszertudományi és az akkori Védőnőképző Főiskolán. 
Az 1994-ben indult Országos Mentálhigiénés Mozgalom keretében a Dél-Alföldi Régió Mentálhigiénés Programiroda vezetésére kapott felkérést, és egy Alkalmazott Egészségtudományi Tanszék szervezésére, vezetésére. A régióvezetői tisztséget 1995 -2001 között töltötte be Szegeden. A régió több városában (Szeged, Makó, Hódmezővásárhely, Orosháza, Békéscsaba, Kecskemét, Kalocsa stb.) valósítottak meg a tanszék oktatói 30 órás Egészségfejlesztő tanártovábbképzéseket, melyek nagyon népszerűek voltak. A regionális programiroda munkáját két megyei iroda segítette Kecskeméten és Gyulán. A Juhász Gyula Tanárképző főiskolán az Alkalmazott Egészségtudományi Tanszék munkáját 1995 szeptember 1-én indította el tanszékvezető főiskolai tanárként. 
A Délalföldi Regionális Mentálhigiénés Programiroda és az Alkalmazott Egészségtudományi Tanszék vezetése kiváló lehetőséget teremtett Benkő Zsuzsanna számára, hogy 1995-ben az Országos Mentálhigiénés Mozgalom támogatásával kihelyezett tagozatok országos hálózatát alakítsa ki.
A képzésbe bekapcsolódott alközpontok: Pécsi Tudományegyetem, Egészségtudományi Főiskolai Kar, Pécs; Pécsi Tudományegyetem, Pedagógiai Főiskolai Kar, Szekszárd; Nyíregyházi Főiskola, Tanárképző Főiskolai Kar, Nyíregyháza; Miskolci Egyetem, Bölcsészettudományi Kar, Miskolc; Széchenyi István Egyetem, Győr; Debreceni Református Tanítóképző Főiskola, Debrecen; Berzsenyi Dániel Főiskola, Szombathely. 
Később további két egyetem kapcsolódott a meglévő hálózathoz: Semmelweis Egyetem ÁOK, Pszichiátriai és Pszichoterápiás Klinika, Budapest és a Veszprémi Egyetem, Veszprém.
A Szegedi Tudományegyetem 2000 január 1-i létrejöttével jogfolytonosan a Juhász Gyula Tanárképző Főiskolai Kar tanszékvezető főiskolai tanáraként folytatta munkáját. Általános főigazgatóhelyettesi feladatokat látott el 1998-2002 között. Közben több szakmai szervezeti formációban töltött be vezető szerepet a JGYTFK-n, mint az Alkalmazott Társadalomismereti és Egészségtudományi Intézet igazgatói tisztségét 1999-2001 között, valamint az Integrációs Bizottság elnöke és a Társadalmi Bizottság elnöke volt 1999-2003 között. A tanszék intézetté alakulásával a Szegedi Tudományegyetem, Juhász Gyula Pedagógusképző Kar Alkalmazott Egészségtudományi és Egészségfejlesztési Intézetének intézetvezető főiskolai tanára volt 2007-2016 között, 2017-ig főiskolai tanára. 2017-től az intézetben és az egyetemen a professzor emerita címet viseli és vesz részt kutatási és oktatási feladatok ellátásában.

## Munkássága
Az eddigiekből is már láthattuk, hogy Benkő Zsuzsanna Mária a magyarországi egészségfejlesztés úttörő szakembere, nevéhez fűződik a Health Promotion, a Gesundheitsförderung fogalom, mint a magyar Egészségfejlesztés megfelelőjének megadása és ennek meghonosítása. A legkorszerűbb nemzetközi egészségfejlesztő trendek folyamatos követésével és integrálásával gondoskodik a magyar egészségfejlesztő szakember utánpótlás biztosításáról. Jelentős önálló szakalapítási és szakindítási tevékenységet tudhat magáénak a tanszéken és később az intézetben az egyetem más karain oktató – különböző alapvégzettségű – szakemberekkel szoros együttműködésben.
Ezen az úton az első állomás az Egészségfejlesztő mentálhigiénikus szakirányú továbbképzési szak curriculumának a kidolgozása, akkreditációja, indítása és a program vezetése volt 1993-ban a tanszék megalakulása előtt. (2010 óta Egészségfejlesztő mentálhigiéné szakirányú továbbképzési szak-ként működik). 1996-ban alapította és indította a vezetése alatt működő tanszék az Egészségtantanár főiskolai szakot. 1999-ben nyílt jogszabályi lehetőség az Egészségfejlesztő mentálhigiénikus pedagógus szakvizsgára felkészítő szakirányú továbbképzési szak curriculumának kidolgozására, akkreditációjára és egyúttal indítására is. A következő feladat, amit kitüntetett örömmel oldott meg kollégáival 2002-ben, az az Egészségtantanár egyetemi szak curriculumának kidolgozása, akkreditációja, indítása és a szak folyamatos gondozása. 2003-ban az általa vezetett teammel közösen dolgozta ki a Kisebbség koordinátor pedagógus szakvizsgára felkészítő szakirányú továbbképzési szak szükséges dokumentumait.
A Bologna folyamat alapvető változásokat hozott a felsőoktatásban. Nagyon gyorsan belevetette magát az új követelményeknek, struktúrának megfelelő képzések kidolgozásába, indításába. Így született meg 2006-ban a Rekreációszervezés és egészségfejlesztés alapképzési szak (BSc). 2008-ban követte az Egészségfejlesztés tanár Master indítási dokumentációjának a kidolgozása és indítása. Mindkét képzés nagyon népszerű volt, és magas hallgatói létszámmal működött. Nagyon sikeresen épültek egymásra a különböző szintű képzési formák. 
Magyarországi egyetemi képzésekben Általános szociológiát, Családszociológiát, Egészségszociológiát, Devianciaszociológiát, Életmód-szociológiát, Orvosi szociológiát, Egészségfejlesztés elmélete és módszerei-t, Kisebbségi egészségfejlesztést oktatott.
Idegen nyelven az Erasmus program keretében Health promotion; Lifestyle and Family sociology, Medical sociology voltak a főbb oktatási témái.
1999-ben létrehozta és 2019-ig vezette a Magyar Tudományos Akadémia, Szegedi Területi Bizottság, Orvostudományi Szakbizottság, Egészségfejlesztési Munkabizottságát. A munkabizottság évente a tudomány ünnepe alkalmából tudományos felolvasó ülést tart, hazai és külföldi oktatók, kutatók részvételével. Ezen a fórumon kerül évente átadásra az Egészségfejlesztésért Emlékérem, melyet kollégáival alapított. A díjat odaítélő kuratórium tagja.
A Szegedi Egészségfejlesztési Kutatóműhely vezetője volt 2017. augusztus 31-ig. Jelenleg az MTA-SZTE Egészségfejlesztés Kutatócsoport tagja.
A Pécsi Tudományegyetem, Oktatás és Társadalom Neveléstudományi Doktori Iskolájának témavezetője, az egészségnevelés, az egészségfejlesztés és az egészség alakulástörténeti, kultúrtörténeti és mentalitástörténeti változásai témában. 
Kiemelt Nemzetközi és hazai kutatási, oktatási pályázatok, projektek szakmai vezetését biztosította. Az elsők között szerepelt az Egészségfejlesztő, mentálhigiénikus hiánypótló szakemberképzés elindítása című pályázat a SOROS Alapítvány támogatásával 1991-ben. Ez után következett az Academic Link Project, a British Council támogatásával 1992-1995 között, melyben a partner a Manchester Metropolitan University, Alkalmazott Társadalomtudományi Intézete volt Professor Gaye Heathcote részvételével. 1992-ben Az egészségtudományok, az egészségtudományok helye, szerepe a felsőoktatásban című Accord Phare Program valósult meg. A programban partnerek voltak a würzburgi, bielefeldi, maastrichti, manchesteri, bécsi egyetem/főiskola egészségtudományi intézeteinek professzorai. Négy éves, nappali egészségtantanár szak képesítési követelményeinek kidolgozása valósult meg FEFA pályázat keretében 1995 - 1997 között. Az Inequalities in Health, ENHPA (European Network of Health Promotion Agencies) programra 2002-ben került sor. A programban résztvevő országok: Magyarország, Svédország, Spanyolország, Egyesült Királyság. Hollandia, Románia, Cseh Köztársaság, és Észtország voltak. 2001- 2004 között Integrált programok a tanítóképzés megújítása érdekében (Integrated programmes for lower primary teacher training) címmel Socrates / Comenius 2.1 pályázat megvalósítása (Ref. No. 94320 - CP - 1 - 2001 - 1 – HU-COMENIUS – C21) történt meg a szakmai irányítása alatt. A résztvevő intézmények a következők voltak: Szegedi Tudományegyetem, Juhász Gyula Pedagógusképző Kar, Alkalmazott Egészségtudományi és Egészségfejlesztési Intézet (Koordináló intézmény); Escola Superior de Educacao de Lisboa, Lisszabon, Portugália; Pädagogische Akademie des Bundes in Wien, Ausztria. A következő Socrates / Comenius 2.1. pályázat (CANDOR - Changing the Attitude of teachers through Normal and Distance learning for Open human Relationships, Ref. No.: 106198-CP-1-2002-1-HU-Comenius-C21) szintén több éves és több országot összefogó program volt, mely a Tanárok attitűdjének megváltoztatása a normál és a távoktatáson keresztül a nyitottabb emberi kapcsolatok érdekében címmel valósult meg 2002. 10. 01. – 2005. 10. 01. között. A pályázatban résztvevő intézmények a Szegedi Tudományegyetem, Juhász Gyula Pedagógusképző Kar, Alkalmazott Egészségtudományi és Egészségfejlesztési Intézet (Koordináló intézmény), a Manchester Metropolitan University (Anglia), és az Universität Lüneburg (Németország) voltak.
A Hagyomány és modernitás a Visegrádi országok családjainak életmódjában c. nemzetközi empirikus kutatás 2004-2007 között valósult meg. A kutatásban résztvevő intézmények a Szegedi Tudományegyetem, Juhász Gyula Pedagógusképző Kar, Alkalmazott Egészségtudományi Tanszék (kutatásvezető), Univerzita Konštantína Filozofa v Nitra, Szlovakia; Uniwersytet Ślaski Katowice, Lengyelország, Univerzita Hradec Králové, Csehország voltak. A kutatást lezáró könyv megjelenése után egy 2 féléves, összesen 60 órás szabadon választható kurzus keretében ismerhették meg a hallgatók a kutatás eredményeit a Szegedi Tudományegyetem Juhász Gyula Pedagógusképző Karán. 
Egészségfejlesztő, lelki egészségfejlesztő több szintű oktatási program és hálózatépítés valósult meg nagyon eredményesen a Szeged-Csanádi Egyházmegye köznevelési intézményeiben 2017-2021 között. A holisztikus egészségfogalomnak megfeleltetett életmód-feltárás és összefüggései az Antonovsky-féle koherencia-érzettel címmel a Szeged-Csanádi Egyházmegyében 2018-2021 között egy empirikus kutatás is jelentős tudományos eredményeket hozott. 
Az Ottawa Charta a Benkő Zsuzsanna által alapított Egészségfejlesztő Iskola alapdokumentuma, alapköve. Az Ottawa Charta 30 éves lett 2016-ban, melynek tiszteletére 2016.11.21-25. között Shanghai-ban, Kínában rendezték meg a 9th Global Conference on Health Promotion. Promoting health, promoting sustainable development: It's our health, our future and our choice c. konferenciát. A konferencián Benkő Zsuzsanna a WHO genfi irodájának delegáltjaként vett részt.

## Társasági tagságai
Magyar Szociológiai Társaság; Magyar Politológiai Társaság; Népegészségtudományi Társaság alapító tag; Szegedi Területi Bizottság, Orvostudományi Szakbizottság, Egészségfejlesztési Munkabizottság alapítója; European Public Health Association (EUPHA); International Sociological Association (ISA); Szegedi Régió Egészségfejlesztésért Alapítvány kuratóriumának elnöke; Empátia Lelki Egészségvédő Egyesület; Népegészségügyi Képző és Kutatóhelyek Országos Egyesülete.
Az elmúlt évtizedekben évente 5-6 nemzetközi, hazai konferencián, továbbképzésen, rövidebb ösztöndíjas tanulmányúton, meghívott előadóként külföldi egyetemeken, workshopokon vett részt Európa számos országában, az Amerikai Egyesült Államokban, Kanadában, Mexikóban, Indiában, Törökországban, az Egyesült Arab Emírségekben, Kínában.

## Elismerései
- Miniszteri Dicsérete, Művelődési és Közoktatási Miniszter adományozta (1982)
- Magyar Felsőoktatásért Emlékplakett, Oktatási Miniszter adományozta (2005)
- Pro Iuventute Kiváló Dolgozó (2013)
- Pro Facultate (2015)